# Punto multicrítico
Los puntos multicríticos son puntos especiales en el espacio de parámetros de sistemas termodinámicos u otros con una transición de fase continua. Al menos dos parámetros termodinámicos u otros deben ajustarse para alcanzar un punto multicritical. En un punto multicrítico, el sistema pertenece a una clase de universalidad diferente de la clase de universalidad "normal".
Una definición más detallada requiere conceptos de la teoría de los fenómenos críticos, una rama de la física que alcanzó un estado muy satisfactorio en los años setenta.

## Definición
La unión de todos los puntos del espacio de parámetros para los cuales el sistema es crítico se llama una variedad crítica.

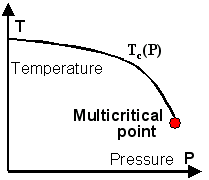
Una curva crítica que rescinde en un multicritical punto (esquemático).

Como ejemplo, considere una sustancia ferromagnética por debajo de la temperatura de transición Tc, y paramagnética por encima de Tc. El espacio de parámetros aquí es el eje de temperatura, y la variedad crítica consiste en el punto Tc. Ahora agregue la presión hidrostática P al espacio del parámetro. Bajo presión hidrostática, la sustancia normalmente se vuelve ferromagnética por debajo de la temperatura Tc(P).
Esto conduce a una curva crítica en el plano (T, P) - una variedad crítica 1-dimensional. También teniendo en cuenta el esfuerzo cortante K como parámetro termodinámico conduce a una superficie crítica Tc (P, K) en el espacio del parámetro (T, P, K) - una variedad crítica bidimensional. Las variedades críticas de dimensión d> 1 y d> 2 pueden tener bordes de dimensión d-1 accesibles físicamente, que a su vez pueden tener bordes de dimensión d-2. El sistema aún es crítico en estas fronteras. Sin embargo, la criticidad termina por una buena razón, y los puntos en las fronteras normalmente pertenecen a otra clase de universalidad que la clase de universalidad realizada dentro de la variedad crítica. Todos los puntos en el borde de una variedad crítica son puntos multicríticos. En lugar de terminar en algún lugar, los colectores críticos también pueden ramificarse o cruzarse. Los puntos en las intersecciones o líneas de derivación también son puntos multicríticos.
Al menos dos parámetros deben ajustarse para alcanzar un punto multicritical. Una variedad crítica de 2 dimensiones puede tener dos bordes de 1 dimensión que se intersecan en un punto. Se deben ajustar dos parámetros para alcanzar tal borde, tres parámetros se deben ajustar para alcanzar la intersección de los dos bordes. Un sistema de este tipo representa hasta cuatro clases de universalidad: una dentro de la variedad crítica, dos en las fronteras y otra en la intersección de las fronteras.
El punto crítico de gas-líquido no es multicrítico, porque la transición de fase en la curva de presión de vapor P (T) es discontinua y, por lo tanto, la variedad crítica consiste en un solo punto.

## Ejemplos

### Tricritical Punto y Multicritical Puntos de Orden más Alto
Para alcanzar un punto tricrítico, los parámetros deben ajustarse de tal manera que la contraparte renormalizada del término {\displaystyle \phi _{4}} del Hamiltoniano desaparezca. Una realización experimental bien conocida se encuentra en la mezcla de Helio-3 y Helio-4.

### Punto Lifshitz
Para alcanzar un punto Lifshitz, los parámetros deben ajustarse de tal manera que desaparezca la contraparte renormalizada de {\displaystyle (\nabla \phi )^{2}} del Hamiltoniano. En consecuencia, en el punto de Lifshitz, las fases de orden uniforme y modulado se encuentran con la fase desordenada. Un ejemplo experimental es el imán MnP. Un punto Lifshitz se realiza de forma prototípica en el modelo ANNNI. El punto Lifshitz ha sido introducido por R.M. Hornreich, S. Shtrikman y M. Luban en 1975, en honor a la investigación de Evgeny Lifshitz.

### Punto tricrítico de Lifshitz
Este punto multicrítico es a la vez tricrítico y Lifshitz. Se deben ajustar tres parámetros para alcanzar un punto tricrítico de Lifshitz. Se ha discutido que tal punto ocurre en ferroeléctricos no estequiométricos.

## Grupo de renormalización
El grupo de renormalización proporciona una explicación detallada y cuantitativa de los fenómenos críticos.
- Datos: Q6934620
- Multimedia: Multicritical point (thermodynamics) / Q6934620